# Consultatiebureau
Een consultatiebureau is een instelling waar men terechtkan voor preventieve gezondheidszorg. In Nederland zijn er onder meer consultatiebureaus (geweest) voor advies over de gezondheid van kinderen, (homo)seksualiteit, alcohol en drugs en antroposofie. Voor kinderen is er in Vlaanderen een vergelijkbare instelling onder de naam Kind & Gezin.

## Kinderen
Een consultatiebureau binnen de Jeugdgezondheidszorg wordt gefinancierd door de gemeente. Het verzorgt medische basiszorg en preventie bij alle kinderen van 0 tot 4 jaar. Het is een gratis instelling die adviserend werkt vanuit de nuldelijnsgezondheidszorg (zonder voorafgaande zorgvraag of verwijzing) en beschikbaar is voor alle kinderen vanaf de geboorte en hun ouders of verzorgers. De consultatie wordt uitgevoerd door een arts of een verpleegkundige, ondersteund door een assistente. Een van de taken is het vaccineren van baby's en peuters/kleuters volgens het rijksvaccinatieprogramma tegen onder andere difterie, kinkhoest, tetanus, polio, Haemophilus influenzae en pneumokokken. Verder algemene controle van bijvoorbeeld heupen, indalen van testikels, ogen (scheelzien) en groei (lengte en gewicht). Daarnaast wordt de motorische ontwikkeling (kruipen, zitten, staan en lopen) gevolgd onder andere via het Van Wiechenschema. De jeugdverpleegkundige bespreekt daarnaast zaken als (borst)voeding en opvoeding.
De bezoeken aan het consultatiebureau vinden op vaste momenten plaats die per organisatie kunnen verschillen. Een voorbeeld van standaard contactmomenten voor kinderen (tot 4 jaar) is:
1. 4 weken
2. 8 weken
3. 3 maanden
4. 5 maanden
5. 11 maanden
6. 14 maanden
7. 2 jaar
8. 3.7 jaar
9. 5 jaar
10. 9 jaar

Naast de vaste contactmomenten is het ook mogelijk om zelf tussentijds een afspraak te maken wanneer dat gewenst is. De meeste consultatiebureaus hebben wekelijks een vast inloopuur voor wegen en meten.

### Personeel
De jeugdarts en de jeugdverpleegkundige zorgen voor het ontwikkelings- en lichamelijk onderzoek. De arts verzorgt een eventuele verwijzing naar de huisarts of specialist of vraagt aanvullende onderzoek aan. Bijvoorbeeld een echo of heupfoto bij een verdenking op heupdysplasie of een verwijzing bij bijvoorbeeld een niet ingedaalde testis (cryptorchisme). De assistente meet met name groei. De jeugdverpleegkundige houdt zich met name bezig met opvoedingszaken en verzorgt ook huisbezoeken. Het eerste huisbezoek wordt standaard twee weken na de geboorte verricht. Zowel de arts als de jeugdverpleegkundige dienen vaccinaties toe. Een en ander wordt ondersteund door de assistente.

### Vaccinaties
Er is in Nederland een standaard Rijksvaccinatieprogramma van het RIVM. De definitie van een vaccin wordt elders uitgelegd. Vaccineren is niet verplicht in Nederland en gebeurt op vrijwillige basis. Het rijksvaccinatieprogramma start al met de maternale kinkhoest vaccinatie ('22 weken prik') aan de toekomstige moeder gedurende de zwangerschap. De eerste standaard vaccinaties aan het kind worden 3 maanden na de geboorte gegeven, maar soms kan al eerder een vaccinatie nodig zijn. Als eerste krijgt het kind de DKTP met de HIB en de hepatitis B-vaccinatie (gecombineerd in één vaccinatie) samen met de pneumokok. De hepatitis B-vaccinatie is in 2011 toegevoegd aan het vaccinatieschema.

## Seksualiteit
Voor advies over seksualiteit was er de Nederlandse Stichting Consultatiebureaus voor Huwelijks- en Geslachtsleven, die in 1969 werd opgevolgd door de Rutgers Stichting. Deze instelling was in de jaren zeventig van de twintigste eeuw succesvol met zijn consultatiebureaus, de Rutgershuizen, waar voorlichting over onder meer anticonceptie en seksueel misbruik werd gegeven. De organisatie bestond uit meer dan zestig consultatiebureaus, verspreid over heel Nederland. Het hoofdkantoor was gevestigd in Den Haag. In 2002 werd de subsidie van de Nederlandse overheid gestopt en is de Rutgers Stichting opgeheven.

## Homoseksualiteit
Voor advies over psychische en lichamelijke gezondheid voor homoseksuele mannen en vrouwen werd in 1967 de stichting Schorer opgericht. Deze instelling kwam tot stand door samenwerking tussen homo-emancipatievereniging COC en instellingen voor geestelijke volksgezondheid en maatschappelijk werk. Het wereldwijd eerste consultatiebureau voor homofilie werd in 1968 geopend in de Wolvenstraat in Amsterdam. De Schorerstichting kreeg vanaf de jaren tachtig ook een belangrijke rol bij het bestrijden van hiv en aids. Na het stopzetten van overheidssubsidies werd de stichting in 2012 failliet verklaard.